# São José dos Campos
São José dos Campos är en stad och kommun i Brasilien och ligger i delstaten São Paulo. Kommunen hade år 2014 cirka 680 000 invånare. São José dos Campos fick kommunrättigheter 1864, då under namnet São José do Paraíba, vilket ändrades 1871 till det nuvarande namnet.

## Administrativ indelning
Kommunen var år 2010 indelad i tre distrikt:
- Eugênio de Melo
- São Francisco Xavier
- São José dos Campos